# 片岡一則
片岡 一則（かたおか かずのり、1950年11月27日 - ）は、日本の医用生体工学・生体材料学者。工学博士（東京大学）。東京大学名誉教授。（公財）川崎市産業振興財団副理事長・ナノ医療イノベーションセンター センター長。東京都中央区出身。
ナノマシン技術を応用した薬剤デリバリーシステムの開発や、 高分子ナノテクノロジーを利用した再生医療の研究を行っており、2006年にナノテクノロジーを鍵として工学と医学の学際的な研究を進めるため東京大学本郷キャンパスに設立された「ナノバイオ・インテグレーション研究拠点」のリーダーを務めていた。その業績からフンボルト賞や江崎玲於奈賞など内外の科学賞を受賞している。

## 略歴
- 1970年 - 東京教育大学附属高等学校（現・筑波大学附属高等学校）卒業
- 1974年 - 東京大学工学部 合成化学科 卒業
- 1979年 - 東京大学大学院 工学系研究科 合成化学専攻博士課程 修了[1]
- 1979年 - 東京女子医科大学 医用工学研究施設 助手
- 1986年 - 東京女子医科大学 医用工学研究施設 講師
- 1988年 - 東京女子医科大学 医用工学研究施設 助教授
- 1989年 - 東京理科大学 基礎工学部 助教授
- 1992年 – パリ大学（フランス） 客員教授
- 1994年 - 東京理科大学 基礎工学部 教授
- 1996年 – パリ大学（フランス） 客員教授
- 1998年 - 東京大学大学院 工学系研究科 マテリアル工学専攻 教授
- 2001年 – 独立行政法人物質・材料研究機構生体材料研究センター ディレクター（兼任）（～2004年）
- 2004年 – 東京大学大学院 医学系研究科附属疾患生命工学センター 教授（兼任）
- 2007年 – 東北大学（日本） 客員教授
- 2008年 – ミュンヘン大学（ドイツ） 客員教授
- 2009年 – 内閣府最先端研究開発支援プログラム[2] 中心研究者
- 2010年 – 浙江大学（中国） 客員教授
- 2012年 – 四川大学（中国） 名誉教授
- 2014年 – 日本学術会議 会員
- 2015年 – （公財）川崎市産業振興財団 副理事長
- 2015年 – 公益財団法人川崎市産業振興財団  ナノ医療イノベーションセンター センター長（現職）[3]
- 2015年 – ノースカロライナ大学チャペルヒル校（米国）薬学部教授（非常勤）(現職)
- 2016年 – 東京大学 名誉教授
- 2016年 – 東京大学政策ビジョン研究センター 特任教授 [4]
- 2016年 – 成均館大学（韓国）Biomedical Institute for Convergence at SKKU センター 教授（兼任）
- 2018年 – ハルビン工科大学（中国） 客座教授
- 2019年 – 東京大学未来ビジョン研究センター 特任教授（～2021年3月）[5]
- 2023年 – 福島国際研究教育機構（F-REI）分野長（放射線科学・創薬医療）[6]

## 受賞・顕彰
- 1993年 – 日本バイオマテリアル学会賞[7]
- 1994年 – Journal of Controlled Release, Outstanding Paper Award
- 2000年 – 高分子学会賞[8]
- 2005年 – Clemson Award for Basic Research, Sociey for Biomaterials, USA[9]
- 2006年 – Barré Award: Nanobiotechnology-based on Pharmaceuticals, University of Montreal, Canada
- 2006年 – Latta Lectureship Award: Nanobiotechnology-based on Pharmaceutics in the Medical Frontier, University of Nebraska Medical Center, USA[10]
- 2008年 – Founder’s Award: Controlled Release Society, USA[11]
- 2009年 – NIMS Award: 独立行政法人物質・材料研究機構[12]
- 2010年 – 文部科学大臣表彰科学技術賞（高分子ミセルの機能化と薬物送達システムの応用に関する研究）
- 2011年 – Distinguished Lectureship Award: Waterloo Nanotechnology Institute, University of Waterloo, Canada[13]
- 2012年 - フンボルト賞: Alexander von Humboldt財団（「高分子ナノテクノロジーに基づく標的指向型ドラッグデリバリーシステム（DDS）の創出」の研究）[14]
- 2012年 - 第9回江崎玲於奈賞（「高分子ナノ構造を用いた薬物・遺伝子キャリアの開拓と難治疾患標的治療への展開」の研究）[15]
- 2014年 – 高分子学会高分子科学功績賞[16]
- 2014年 – Lifetime Achievement Award: Journal of Drug Targeting[17]
- 2014年 – Highly Cited Researchers (Web of Science, Clarivate Analytics)
- 2015年 – Gutenberg Research Award: Johannes Gutenberg University Mainz, Germany[18]
- 2016年 – Louis W. Busse Lectureship Award: University of Wisconsin Madison, USA
- 2016年 – 日本バイオマテリアル学会功績賞[19]
- 2017年 – H. C. Brown Lectureship Award: Purdue University, USA[20]
- 2017年 – 高松宮妃癌研究基金学術賞（「臨床への応用を目指した高分子ミセル型抗がん剤送達システムの創製」）[21]
- 2017年 – Highly Cited Researchers (Web of Science, Clarivate Analytics)
- 2018年 – マインツ大学（ドイツ）名誉博士号（Doctor Honoris Causa）
- 2018年 – Highly Cited Researchers (Web of Science, Clarivate Analytics)
- 2019年 – Highly Cited Researchers (Web of Science, Clarivate Analytics)
- 2020年 – Highly Cited Researchers (Web of Science, Clarivate Analytics)
- 2020年 – 2020年度コーセーコスメトロジー奨励賞 [22]
- 2021年 – Highly Cited Researchers (Web of Science, Clarivate Analytics)
- 2021年 – 内閣府日本オープンイノベーション大賞選考委員特別賞（Special Prize from the Selection Committee, the Japan Open Innovation Awards, Cabinet Office of the Japanese Government）
- 2022年 – Highly Cited Researchers (Web of Science, Clarivate Analytics)
- 2023年 – 2023 年度 Biomaterials Global Impact 賞[23]
- 2023年 – 第34回向井賞[24]
- 2023年 – Research.com 2022 Chemistry in Japan Leader Award
- 2023年 – Research.com 2022 Materials Science in Japan Leader Award
- 2023年 – クラリベイト引用栄誉賞[25]
- 2023年 – Highly Cited Researchers (Web of Science, Clarivate Analytics)
- 2024年 – Research.com 2023 Chemistry in Japan Leader Award[26]
- 2024年 – Research.com 2023 Materials Science in Japan Leader Award[26]
- 2024年 – Research.com 2023 Best Scientist Award[26]
- 2024年 – 川崎市市制100周年記念 市政功労賞[27]
- 2024年 – 令和6年度川崎市社会功労賞[28]
- 2024年 – Highly Cited Researchers (Web of Science, Clarivate Analytics)[29]

## アカデミー会員・学会フェロー
- 1999年 – 米国生物医学工学院 (American Institute for Medical and Biological Engineering (AIMBE)) フェロー[30]
- 2004年 – 日本バイオマテリアル学会 会長（～2006年）
- 2004年 – 遺伝子・デリバリー研究会 会長（～2010年）
- 2004年 – International Union of Society for Biomaterials Science and Engineering (IUSBSE) フェロー[31]
- 2010年 – 高分子学会会長(～2012年)
- 2010年 – 米国 Controlled Release Society フェロー[32]
- 2011年 – 日本工学アカデミー 会員[33]
- 2012年 – 米国 Controlled Release Society 会長（～2013年）
- 2017年 – 全米技術アカデミー (National Academy of Engineering (NAE)) 外国人会員[34]
- 2017年 – 米国発明家アカデミー (National Academy of Inventors (NAI)) フェロー[35]
- 2017年 – 日本バイオマテリアル学会名誉会員[36]
- 2019年 – 高分子学会名誉会員
- 2019年 – 日本DDS学会名誉理事

## 光応答性ナノマシン
2014年4月、東京大学大学院工学系研究科において片岡らの研究グループは新規デリバリーシステムの、光に反応して目的の遺伝子をガンへ届ける光応答性ナノマシンの構築に成功したと発表した。ガン細胞などの標的細胞に特定の遺伝子を導入するためには細胞に遺伝子を正確に送達するデリバリーシステムが必要だが、従来のウイルスベクターや遺伝子導入試薬では困難であるとともに安全性に問題があったが、三層構造の高分子ミセルを使用した光応答性ナノマシンでは、マウスの実験で固形ガンへの光選択的遺伝子導入に世界で初めて成功した。ナノマシンは細胞に取り込まれると膜に取り囲まれるが、膜内の酸性環境を検知すると光に反応し不安定化させる薬剤を放出するため、光が照射された細胞の核に選択的に遺伝子が届けられる。このナノマシンは、従来の遺伝子導入技術と比較し飛躍的に選択制と安全性に優れる特長を持つために全身投与が可能であり、ガンのほかにも動脈硬化などのこれまでは治療が困難であった病に対する遺伝子治療が可能となる可能性がある。